# José Couso Permuy
José Couso Permuy (Ferrol, la Corunya, 5 d'octubre de 1965 – Bagdad, Iraq, 8 d'abril de 2003) fou un càmera i fotoperiodista espanyol. Va morir durant la invasió de l'Iraq de 2003 a causa dels trets d'un carro de combat estatunidenc contra l'Hotel Palestina de la capital iraquiana.

## Biografia
José Couso va néixer el 1965 a Ferrol en una família de tradició militar. Es va llicenciar en Ciències de la Informació i Ciències de la Imatge per la Universitat Complutense de Madrid. Va realitzar diverses tasques per l'agència EFE i Canal+, i va treballar com a càmera per al canal de televisió Telecinco durant vuit anys, cobrint notícies com el segrest del seu company Jon Sistiaga a la República de Macedònia (avui, Macedònia del Nord), els bombardejos de Bagdad de 1998, la guerra de Kosovo de 1999. Va elaborar diversos reportatges sobre el vaixell oceanogràfic Hespérides a l'Antàrtida del 2001, sobre les coves de Lascaux (França) el 2002, sobre la crisi de l'illa Perejil del mateix any, i l'abocament del Prestige, entre d'altres.
Couso es va traslladar a l'Iraq poc abans del començament de la guerra de 2003, al costat de diversos companys d'Informativos Telecinco. De tots ells només van quedar dos a Bagdad: Jon Sistiaga com a periodista i José Couso com a operador de càmera. La resta de l'equip va tornar a Espanya pocs dies abans de l'inici dels bombardejos.
El 8 d'abril de 2003 José Couso es trobava a l'Hotel Palestina de Bagdad, lloc on s'allotjaven nombrosos periodistes estrangers. En aquest moment, una companyia de la 3a Divisió d'Infanteria de l'exèrcit dels Estats Units d'Amèrica es trobava lluitant a l'altra banda del riu Tigris, on rebien foc de morter i granades propulsades. Segons l'informe posterior realitzat pel Comandament Central dels Estats Units (CENTCOM), el foc enemic era dirigit per un observador que es trobava al costat del riu Tigris, en la mateixa riba que l'hotel Palestina. Després de la recerca del presumpte observador, un tanc M1 Abrams va disparar el seu canó de 120 mm contra l'hotel. El projectil del tanc va impactar al pis 15, en el qual s'allotjava l'equip de l'agència Reuters, i va morir a l'acte el periodista ucraïnès Taras Protsiuk. José Couso es trobava filmant al pis inferior, i va quedar ferit greument. Couso va ser traslladat a l'Hospital Sant Rafael de Bagdad, on va morir mentre era operat.
José Couso estava casat i tenia dos fills.

## Reaccions després de la seva mort
El Departament de Defensa dels Estats Units va reconèixer l'autoria de l'atac al·legant que els soldats que van disparar contra l'hotel, sota el comandament del sergent Thomas Gibson, estaven responent a foc enemic. Arran de la mort del fotògraf es van succeir diverses manifestacions de rebuig davant les seus diplomàtiques dels Estats Units a Espanya i diferents accions civils i judicials encaminades a resoldre la culpabilitat dels implicats. Es continuen fent concentracions per demanar justícia per la seva mort els dies 8 de cada mes, davant de l'ambaixada estatunidenca a Madrid.

### Investigació judicial
El 19 d'octubre de 2005 l'Audiència Nacional va obrir diligències prèvies amb una ordre internacional de detenció contra tres dels militars estatunidencs imputats. En la seva investigació va cridar a declarar als periodistes Olga Rodríguez, Jon Sistiaga i Carlos Hernández. El 10 de març de 2006, la Sala Segona del Penal de l'Audiència Nacional va arxivar les diligències al·legant que el fet va ser "un acte de guerra", decisió recorreguda per la família del mort davant del Tribunal Suprem. El 5 de desembre del mateix any el Tribunal Suprem va estimar per unanimitat el recurs interposat per la família del càmera de Telecinco José Couso contra la decisió de l'Audiència Nacional d'arxivar la investigació.
El 16 de gener de 2007, el jutge de l'Audiència Nacional Santiago Pedraz va reactivar l'ordre de 2005 de detenció internacional contra els tres estatunidencs imputats en la mort de Couso, enfront del criteri de la Fiscalia de l'Audiència Nacional que manté, des de la iniciació del cas el 2003, que els tribunals espanyols no tenen jurisdicció per tractar-se d'una acció de guerra realitzada en territori iraquià. Pedraz acusa els militars d'assassinat i d'un delicte contra la comunitat internacional. Llavors, el 27 d'abri, el jutge Santiago Pedraz processa els tres militars dels EUA per l'assassinat de Couso. També els acusa d'un delicte contra la comunitat internacional per atacar periodistes. El magistrat va dictar el processament del sergent Thomas Gibson, el capità Philip Woldrford i el tinent coronel Philip de Camp per un delicte d'assassinat (de 15 a 20 anys de presó) i un altre contra la comunitat internacional (de 10 a 15 anys). Tot i això, la sala Penal d'aquest tribunal va revocar la seva decisió un any després donant suport a la postura de la Fiscalia, que va demanar l'arxivament de la causa per falta de jurisdicció, en estimar que no hi havis dades per qualificar el fet de crim de guerra, sinó com una acció de guerra en el qual els operadors del tanc responien a un suposat observador iraquià.
El 21 de maig de 2009, el jutge Pedraz va tornar a processar els tres militars dels EUA. El 29 de juliol de 2010, el mateix jutge va llançar una ordre de crida i cerca contra els tres militars imputats en el cas Couso. Es tractava dels tres militars que ocupaven el tanc que va disparar contra l'Hotel Palestina. L'ordre implicaria el seu ingrés a la presó i arribava després que el Tribunal Suprem reobrís el cas a principis de juliol. Pedraz va decidir estimar el recurs de les famílies perqiè entenia que els fets podrien ser constitutius de crims de guerra. Així mateix, va sol·licitar l'autorització al Consell General del Poder Judicial per desplaçar-se a l'Iraq entre octubre i novembre i realitzar una anàlisi ocular de la zona de l'assassinat. La inspecció ocular es va realitzar el 2011, sense avenços processals posteriors.

### Filtració de WikiLeaks
Com a part de la filtració de documents diplomàtics dels Estats Units realitzada pel portal WikiLeaks el 2010, van aparèixer documents de l'ambaixada estatunidenca a Espanya que revelen les pressions del llavors ambaixador, Eduardo Aguirre Jr., sobre la investigació de la mort de José Couso.
El 13 de desembre de 2010, Javier Couso, germà de José Couso, va denunciar davant de la Fiscalia de Madrid, en el seu nom i en el de la seva família, als membres del govern espanyol, la Fiscalia i la judicatura. Basant-se en la filtració, els va acusar de maniobrar perquè les peticions d'investigació i les denúncies no prosperessin a l'Audiència Nacional. La denúncia de la família de José Couso es va interposar contra el govern i la Fiscalia perquè entenia que: "ser indicatius de l'existència d'una conspiració o concert delictiu entre funcionaris de l'Administració i alts càrrecs espanyols, d'una banda, i funcionaris d'una potència estrangera per una altra part". Aquesta denúncia va ser arxivada per no tenir fonament en no apreciar comportament delictiu per part dels denunciats.

### Posteriors recursos
El 2015 l'Audiència Nacional arxivava definitivament la causa, deixant sense efecte les ordres de detenció internacionals contra els militars estadounidencs. El tribunal ho basava en una jurisprudencia recent del Tribunal Suprem sobre els crims de guerra al Tibet.
A l'octubre de 2016 la sala segona del Tribunal Suprem confirmava la sentència de l'Audiència Nacional de carència de jurisdicció sobre un conflicte armat internacional tot i que lamentava la poca cooperació per part dels tribunals nord-americans i reconeixia el fet de s'havia produït un delicte internacional.
Al desembre de 2019 la família presentava un recurs al Tribunal Europeu de Drets Humans després que el Tribunal Constitucional confirmés al juny del mateix any l'arxivament de la causa iniciada a l'Audiència Nacional.
A partir de la sentència del Tribunal Suprem de 2016, que reconeixia l'existència del fet delictiu, la família va iniciar un altre procés paral·lel contra l'Estat espanyol. En aquest cas a la Sala Contenciosa-Administrativa de l'Audiència Nacional. El 2020 aquesta sala sentenciava que l'estat no havia fet prou activitat diplomàtica per reclamar jutícia als Estats Units d'Amèrica així com la passivitat en les investigacions i no haver brindat suficient protecció diplomàtica a un periodista en exercici de les seves funcions.
Contra aquesta sentència l'Advocacia General de l'Estat va presentar recurs el 2021 però no el va guanyar. Resultant en una indemnització final de més de 182.000 euros per a la dona i els fills del camerògraf.

## Llegat
Al barri de Ferrol d'Esteiro, es va crear una plaça dedicada a José Couso. A més, la ràdio comunitària de la Corunya Cuac FM va batejar el 2003 un nou estudi amb el seu nom. A la inauguració va assistir un membre de la família del periodista. L'11 de setembre del 2015 es va inaugurar a Perillo (Oleiros) un parc amb el seu nom. El 2005 el Col·legi Professional de Periodistes de Galícia i el Club de Premsa de Ferrol van fundar el premi José Couso de llibertat de premsa com a homenatge al reporter.